# ドールトン・ジェフリーズ
ドールトン・コンプトン・ジェフリーズ（Daulton Compton Jefferies、1995年8月2日 - ）は、アメリカ合衆国・カリフォルニア州マーセド郡マーセド出身のプロ野球選手（投手）。右投左打。MLBのオークランド・アスレチックス傘下所属。

## 経歴
2013年のMLBドラフト39巡目（全体1162位）でマイアミ・マーリンズから指名されたが、この時は契約せずにカリフォルニア大学バークレー校へ進学した。
2016年のMLBドラフト1巡目戦力均衡ラウンドA（全体37位）でオークランド・アスレチックスから指名され、プロ入り。契約後、傘下のルーキー級アリゾナリーグ・アスレチックスでプロデビュー。5試合に先発登板して防御率2.38、17奪三振を記録した。
2017年は4月にA+級ストックトン・ポーツで2試合に登板した後、4月にはトミー・ジョン手術を受けた。そのため、以降を全休している。
2018年は前年の手術の影響もあり、ルーキー級アリゾナリーグ・アスレチックスで1試合に登板したのみだった。
2019年はA+級ストックトンとAA級ミッドランド・ロックハウンズでプレーし、2球団合計で26試合（先発15試合）に登板して2勝2敗、防御率3.42、93奪三振を記録した。オフの11月20日にルール・ファイブ・ドラフトでの流出を防ぐために40人枠入りした。
2020年9月12日にメジャー初昇格を果たした。同日のテキサス・レンジャーズ戦にて先発でメジャーデビューも、初回に滅多打ちに遭って早々と降板し、敗戦投手となった（2回5失点）。この年の登板は上記の1試合にとどまった。
2021年はメジャーでの登板は5試合にとどまったが、8月1日のロサンゼルス・エンゼルス戦で先発してメジャー初勝利を挙げた。
2022年は開幕3戦目となる4月10日のフィラデルフィア・フィリーズ戦に先発し、6回途中までを2安打無失点でシーズン初勝利。幸先の良いスタートを迎えたが、以降は先発7連敗を喫した。5月20日には胸郭出口症候群のため故障者リスト入りし、6月13日に手術を行った。そして9月には自身2回目となるトミー・ジョン手術を行い、長期離脱することとなった。11月15日に40人枠を外れてマイナー契約となった。

## 投球スタイル
優れたコマンドとチェンジアップを武器にしている。

## 詳細情報

### 年度別投手成績
| 年 度    | 球 団    | 登 板 | 先 発 | 完 投 | 完 封 | 無 四 球 | 勝 利 | 敗 戦 | セ 丨 ブ | ホ 丨 ル ド | 勝 率 | 打 者 | 投 球 回 | 被 安 打 | 被 本 塁 打 | 与 四 球 | 敬 遠 | 与 死 球 | 奪 三 振 | 暴 投 | ボ 丨 ク | 失 点 | 自 責 点 | 防 御 率 | W H I P |
| -------- | -------- | ----- | ----- | ----- | ----- | -------- | ----- | ----- | -------- | ----------- | ----- | ----- | -------- | -------- | ----------- | -------- | ----- | -------- | -------- | ----- | -------- | ----- | -------- | -------- | ------- |
| 2020     | OAK      | 1     | 1     | 0     | 0     | 0        | 0     | 1     | 0        | 0           | .000  | 13    | 2.0      | 5        | 2           | 2        | 0     | 0        | 1        | 0     | 0        | 5     | 5        | 22.50    | 3.50    |
| 2021     | OAK      | 5     | 1     | 0     | 0     | 0        | 1     | 0     | 0        | 0           | 1.000 | 58    | 15.0     | 11       | 1           | 4        | 0     | 1        | 8        | 1     | 0        | 6     | 6        | 3.60     | 1.00    |
| MLB：1年 | MLB：1年 | 6     | 2     | 0     | 0     | 0        | 1     | 1     | 0        | 0           | .500  | 71    | 17.0     | 16       | 3           | 6        | 0     | 1        | 9        | 1     | 0        | 11    | 11       | 5.82     | 1.24    |

- 2021年度シーズン終了時

### 背番号
- 66（2020年 - ）